# Evaza pallipes
Evaza pallipes är en tvåvingeart som beskrevs av Jacques-Marie-Frangile Bigot 1879. Evaza pallipes ingår i släktet Evaza och familjen vapenflugor. Inga underarter finns listade i Catalogue of Life.